# Force of Change
Force of Change war eine deutsche Hardcore-Punk-Band aus Ibbenbüren, Münster. Die Band existierte von 1997 bis 2005.

## Bandgeschichte
Force of Change wurde im Sommer 1997 in Ibbenbüren gegründet. Originalmitglieder waren Niko Unnerstall (Gesang), Dirk Egelkamp (Gitarre), Phil Steinke (Bass) und Daniel Lammers (Schlagzeug). 1998 erschien das erste Demo-Tape Break Through. Produziert hatte es der spätere zweite Gitarrist Matthias Kampmann. Es folgte die 7" A Thousand Times auf dem von Kampmann gegründeten Independent-Label Schoolburst Records. Das Debütalbum The Challenge erschien 2000 über Bushido Records, das ebenfalls von Kampmann (in Kooperation mit Seb von Highscore) geleitet wurde. 2001 erschien eine weitere Demo-CD, mit dem sich die Band auf die Suche nach einem Plattenlabel begab.
2003 folgte das zweite Album In the Shadow of Leaves über das Label Beniihana Records. Die Band spielte unter anderem mit Bands wie Strike Anywhere, Comeback Kid und Give Up the Ghost.
2005 erschien die MCD Outstanding. Im selben Jahr trennte sich die Band jedoch aus beruflichen Gründen.
2010 gaben vier der ehemaligen Mitglieder von Force of Change bekannt, unter dem Namen „Changes“ wieder aufzutreten. Musikalisch schließt die neue Band da an, wo Force of Change 2005 ein Ende fand. Nach ihrer ersten Show im April 2010 lösten sich Changes allerdings wieder auf.

## Stil
Musikalisch bewegte sich die Band im Old School Hardcore Punk, wobei hier vor allem die 1988er Youth Crew, um Bands wie Youth of Today und Gorilla Biscuits musikalisch Pate stand. Dementsprechend finden sich auch viele Melodien und Singalongs auf den Alben. Force of Change hatte eher persönliche Texte, die das Zwischenmenschliche ansprachen. Die Band stand der Straight-Edge-Szene nahe.

## Diskografie
- 1998: A Thousand Times (7", School Bust Records)
- 2000: The Challenge (Album, Bushido Records)
- 2001: 6-song Demo CD (Eigenproduktion)
- 2003: In the Shadow of Leaves (Album, Beniihana Records)
- 2005: Outstanding (MCD, Carthago Music Company)